# Rüdiger Voigt
Rüdiger Voigt (* 7. April 1941 in Flensburg) ist ein deutscher emeritierter Politik- und Staatswissenschaftler. Er ist Autor und Herausgeber der staatswissenschaftlichen Publikationsreihen Staatsverständnisse und Staatsdiskurse.

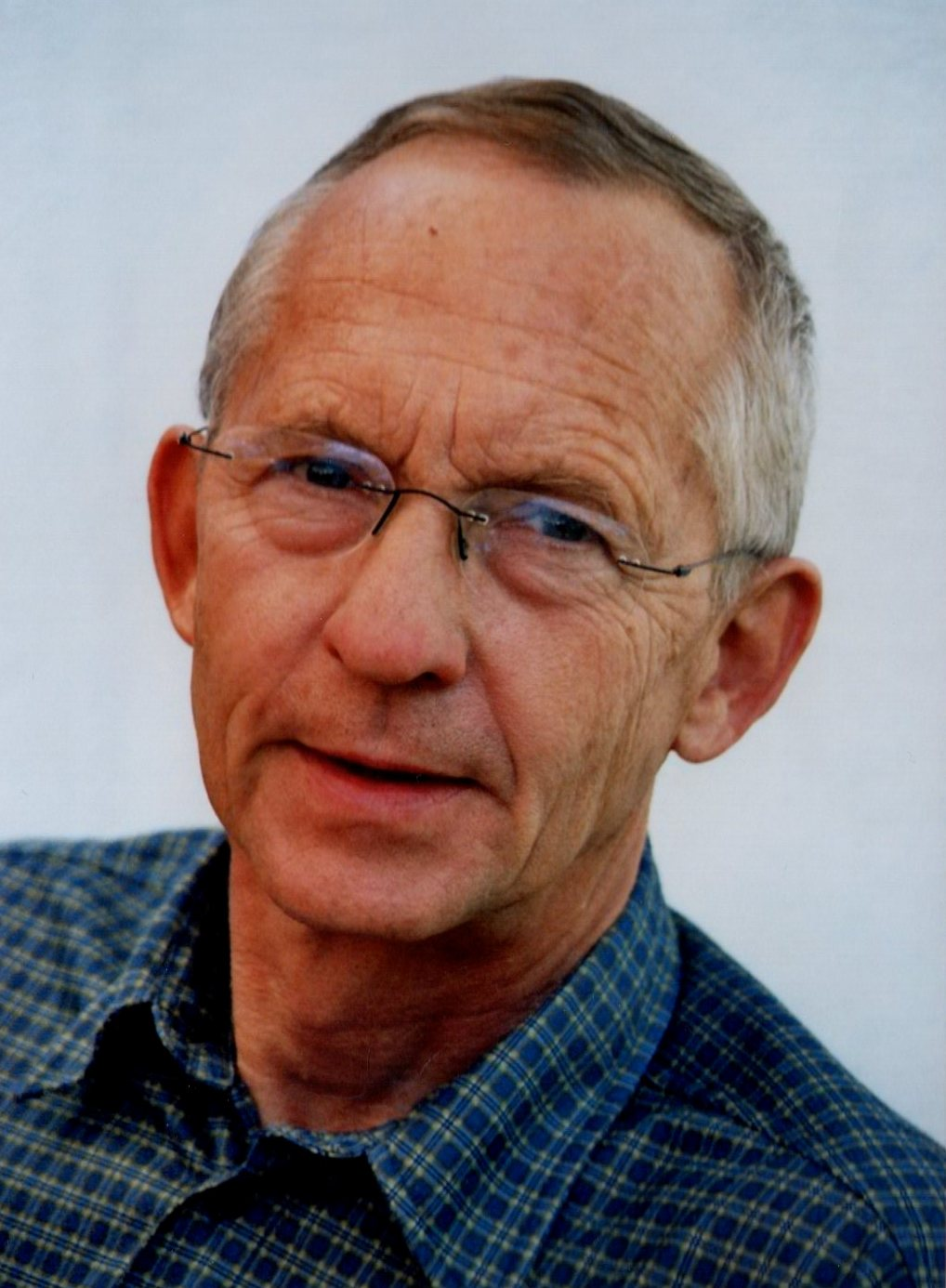
Rüdiger Voigt (2006)

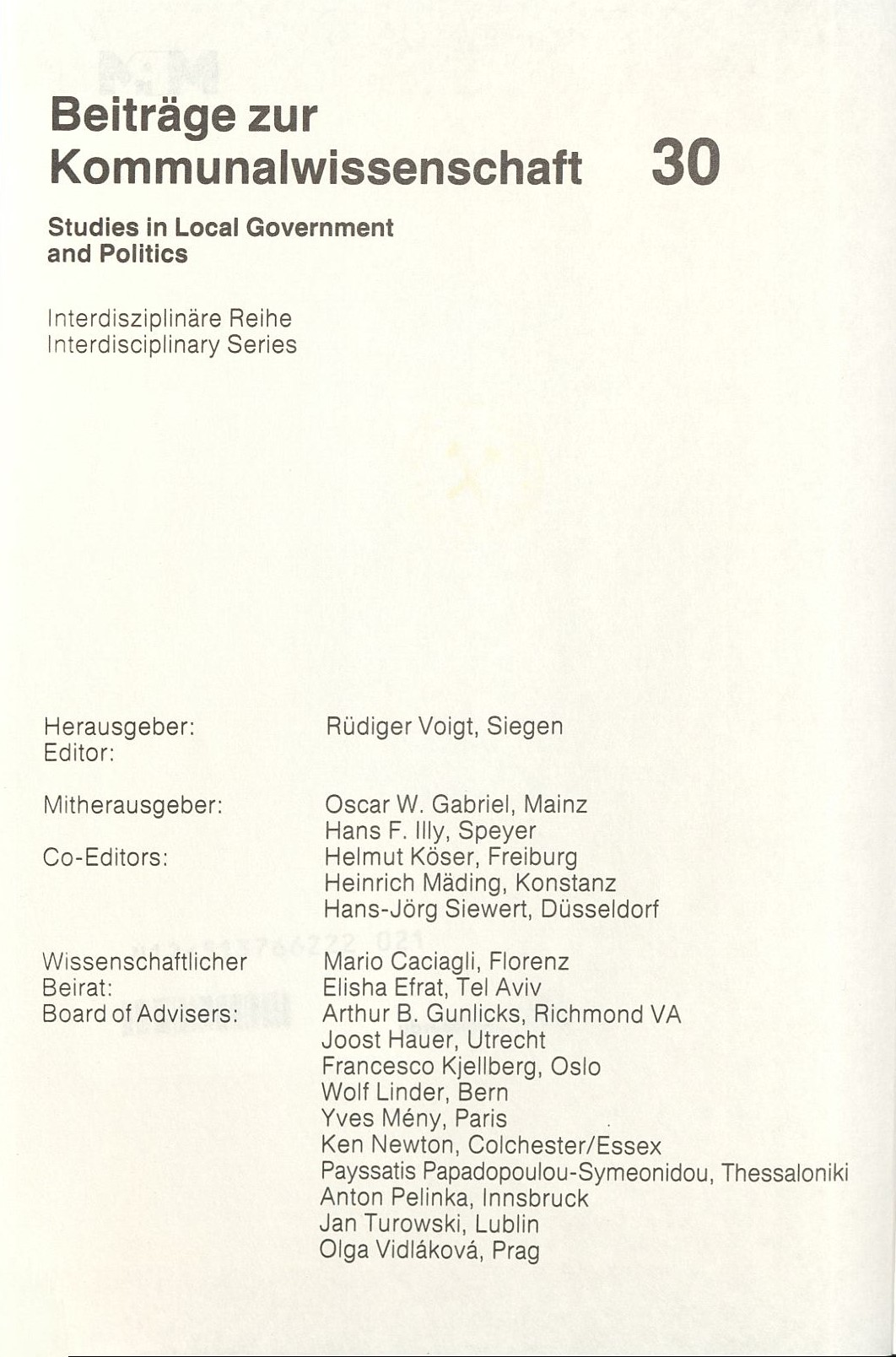
Herausgeber

## Leben
Voigt wurde als zweiter Sohn des Marineverwaltungsoffiziers Kurt Voigt und seiner Ehefrau Erika geboren. Nach dem Abitur diente Voigt von 1963 bis 1965 in der deutschen Bundesmarine.
Von 1965 bis 1968 studierte Voigt Jura, Politikwissenschaft und Volkswirtschaftslehre an den Universitäten Kiel und Tübingen mit den Schwerpunkten Öffentliches Recht, Innenpolitik und Öffentliche Finanzen. Voigts Dissertation am Lehrstuhl für Öffentliches Recht der Universität Kiel wurde von Georg-Christoph von Unruh betreut. Sie befasst sich mit dem Finanzausgleich zwischen Staat und Gemeinden und vergleicht die Weimarer Republik mit der Bundesrepublik im Zeitraum von 1919 bis 1969. 1973 schloss er seine Promotion mit dem Prädikat „magna cum laude“ ab.
Nach der Referendarzeit in Kiel arbeitete Voigt von 1972 bis 1976 als Wissenschaftlicher Assistent am Lehrstuhl für Politikwissenschaft der Universität-Gesamthochschule Siegen und anschließend als Assistenzprofessor für Öffentliches Recht an der Freien Universität Berlin. Nach einem Ruf an die Fachhochschule für Verwaltung und Rechtspflege Berlin wurde Voigt 1981 zum Professor für Sozial- und Wirtschaftspolitik an der Universität-Gesamthochschule Siegen ernannt. Wenige Jahre später wurde er Vorsitzender des Forschungsschwerpunktes „Historische Mobilität und Normenwandel“, in dem Politikwissenschaftler, Soziologen, Historiker, Geografen und Germanisten zusammenarbeiteten. Professurvertretungen führten ihn nach Hamburg und Konstanz.
1990 wurde Voigt auf den Lehrstuhl für Verwaltungswissenschaft der Universität der Bundeswehr München München berufen und zum Direktor des Instituts für Staatswissenschaften gewählt. Er war als Gutachter für die Volkswagenstiftung und den österreichischen Fonds zur Förderung der wissenschaftlichen Forschung tätig. Mehrmals nahm er Gastprofessuren an der Universität Sydney im Bereich Rechtsvergleichung wahr. Ab 1999 war Voigt im Rahmen der ARGE INFRA als Berater des Bundesministeriums der Verteidigung im Bereich militärische Infrastruktur und Controlling tätig.
Rüdiger Voigt lebt seit Juli 2007 im Ruhestand und ist als Autor und Herausgeber tätig. Er gibt die Schriftenreihen Staatsverständnisse, Staatsdiskurse und Staat – Souveränität – Nation in deutscher Sprache und Mobility and Norm Change in englischer Sprache heraus. Er ist verheiratet und hat drei Söhne.

## Ansichten
Voigt gilt als Vertreter einer souveränitätsorientierten Staatstheorie: Angesichts der katastrophalen Folgen des Scheiterns von Staaten an der Peripherie gewinnt das Gewaltmonopol des Staates zentrale Bedeutung für den Schutz seiner Bürger und Bürgerinnen. „Jede Staatsführung ist verpflichtet, in erster Linie die Interessen der eigenen Nation zu vertreten, wie dies für den US-Präsidenten, aber auch für den französischen Staatspräsidenten selbstverständlich ist. Einschränkungen der Souveränität können nur insoweit hingenommen werden, als sie das Letztentscheidungsrecht des Nationalstaates nicht in seinem Wesensgehalt verletzen und nur dann, wenn daraus ein erkennbarer Vorteil für die eigene Nation entsteht. Dazu gehört die territoriale Unversehrtheit und uneingeschränkte Selbstbestimmung über das Staatsgebiet“.
Voigt kritisiert den naiven Kosmopolitismus, die zunehmende Beliebigkeit des Staatsbegriffs und die Abkehr vom Prinzip der Volkssouveränität in Staatslehre und Politikwissenschaft sowie die Pflichtvergessenheit der Politiker. Unter Bezugnahme auf Hermann Heller und Carl Schmitt sieht er den Staat als „organisierte Entscheidungs- und Wirkeinheit“ sowie als Schicksalsgemeinschaft des Volkes und die Politiker als Treuhänder des Volkes. Die Kategorien Territorium, Souveränität und Nation sind für ihn die Fundamente, auf denen der okzidentale Staat beruht und aus denen er seine Stabilität gewinnt.
Weiter vertritt Voigt einen interdisziplinären Ansatz, der Elemente der Politik-, Verwaltungs- und Rechtswissenschaft, der Soziologie, Philosophie und Geschichtswissenschaft umfasst. Seine neueren Arbeiten behandeln Probleme der Staatstheorie und der Kriegstheorie, der Weltordnung und der Verwaltungsreform sowie der politikwissenschaftlichen Medien- und Symbolforschung.

## Zitate
„Während der Staat in der Globalisierungsfalle eine eher klägliche Figur abgibt, wird er im Krieg zur alles beherrschenden Maschine. Es liegt auf der Hand, dass diese scheinbare Allmacht für viele Spitzenpolitiker eine ungeheure Faszination ausübt und damit eine große Versuchung darstellt. Kann man damit nicht – wie weiland Alexander der Große – den gordischen Knoten mühsamer und langwieriger Verhandlungen mit einem Schwerthieb durchschlagen? Nicht zufällig verbietet das Völkerrecht den Angriffskrieg und erlaubt nur noch die Verteidigung. Die Frage, ob der Krieg ein legitimes Instrument der Politik ist, ist damit jedoch nur scheinbar beantwortet. Denn, was ist noch Verteidigung, was bereits Angriff und vor allem: Wer verfügt über die Interpretationsherrschaft hierüber?“

## Publikationen (Auswahl)
- (Hrsg. mit Thomas Lau und Volker Reinhardt): Edmund Burke. Vater des Konservatismus? Nomos, Baden-Baden 2021, ISBN 978-3-8487-7110-3.
- (Hrsg.): Freund-Feind-Denken. Carl Schmitts Kategorie des Politischen. 2. Aufl. Nomos, Baden-Baden 2021, ISBN 978-3-8487-6725-0.
- (Hrsg.): Aufbruch zur Demokratie. Die Weimarer Reichsverfassung als Bauplan für eine demokratische Republik. Nomos, Baden-Baden 2020, ISBN 978-3-8487-5783-1.
- (Hrsg. mit Norbert Campagna): Das Jahrhundert Voltaires. Vordenker der europäischen Aufklärung. Nomos, Baden-Baden 2020, ISBN 978-3-8487-5854-8.
- (Hrsg.): Handbuch Staat, 2 Bände, Springer VS, Wiesbaden 2018, ISBN 978-3-658-20743-4.
- Die Arroganz der Macht. Hochmut kommt vor dem Falle. Nomos, Baden-Baden 2017, ISBN 978-3-8487-4052-9.
- (Hrsg.): Staatsgeheimnisse. Arkanpolitik im Wandel der Zeiten. Springer VS, Wiesbaden 2017, ISBN 978-3-658-16235-1.
- (Hrsg. mit Michael Hirsch): Symbolische Gewalt. Politik, Macht und Staat bei Pierre Bourdieu. Nomos, Baden-Baden 2017, ISBN 978-3-8487-3291-3.[3]
- (Hrsg. mit Thomas Lau und Volker Reinhardt): Der sterbliche Gott. Thomas Hobbes' Lehre von der Allmacht des Leviathan im Spiegel der Zeit. Nomos, Baden-Baden 2017, ISBN 978-3-8487-3405-4.
- Staatliche Souveränität. Zu einem Schlüsselbegriff der Staatsdiskussion. Springer VS, Wiesbaden 2016, ISBN 978-3-658-13180-7.
- (Hrsg.): Staatsdenken. Zum Stand der Staatstheorie heute. Nomos, Baden-Baden 2016, ISBN 978-3-8487-0958-8.
- Denken in Widersprüchen. Carl Schmitt wider den Zeitgeist. Nomos, Baden-Baden 2015, ISBN 978-3-8487-1875-7.
- Legalität ohne Legitimität? Carl Schmitts Kategorie der Legitimität. VS Verlag, Wiesbaden 2015, ISBN 978-3-658-06926-1.
- Den Staat denken. Der Leviathan im Zeichen der Krise. Nomos, Baden-Baden 2014, 3. erw. Aufl. ISBN 978-3-8487-0957-1.
- Ausnahmezustand. Carl Schmitts Lehre von der kommissarischen Diktatur. Nomos, Baden-Baden 2013, ISBN 978-3-8487-0465-1.
- Alternativlose Politik. Zukunft des Staates – Zukunft der Demokratie. Franz-Steiner Verlag, Stuttgart 2013, ISBN 978-3-515-10326-8.
- Sicherheits versus Freiheit. Verteidigung der staatlichen Ordnung um jeden Preis? Springer VS Verlag, Wiesbaden 2012, ISBN 978-3-531-19163-8.
- Staatsräson. Steht die Macht über dem Recht? Nomos, Baden-Baden 2012, ISBN 978-3-8329-7054-3.
- Freund-Feind-Denken. Carl Schmitts Kategorie des Politischen. Franz Steiner Verlag, Stuttgart 2011, ISBN 978-3-515-09877-9.
- Handbuch Staatsdenker. Franz Steiner Verlag, Stuttgart 2010, ISBN 978-3-515-09511-2.
- Den Staat denken. Der Leviathan im Zeichen der Krise. Nomos, Baden-Baden, 2. Aufl. 2009, ISBN 978-3-8329-3909-0.
- Der Januskopf des Staates. Warum wir auf den Staat nicht verzichten können. Franz Steiner Verlag, Stuttgart 2009, ISBN 978-3-515-09309-5.
- Der Hobbes-Kristall. Carl Schmitts Hobbes-Interpretation in der Diskussion. Franz Steiner Verlag, Stuttgart 2009, ISBN 978-3-515-09398-9.
- Großraum-Denken. Carl Schmitts Kategorie der Großraumordnung. Franz Steiner Verlag, Stuttgart 2008, ISBN 978-3-515-09186-2.
- Krieg ohne Raum. Asymmetrische Konflikte in einer entgrenzten Welt. Franz Steiner Verlag, Stuttgart 2008, ISBN 978-3-515-09135-0.
- Der Staat des Dezisionismus. Carl Schmitt in der internationalen Debatte. Nomos, Baden-Baden 2007, ISBN 978-3-8329-2671-7.
- Die Staaten der Weltgesellschaft. Niklas Luhmanns Staatsverständnis. Nomos, Baden-Baden 2007, ISBN 978-3-8329-2571-0.
- Res Publica und Demokratie. Die Bedeutung von Cicero für das heutige Staatsverständnis. Nomos, Baden-Baden 2007, ISBN 978-3-8329-2281-8.
- Den Staat denken. Der Leviathan im Zeichen der Krise. Nomos, Baden-Baden 2007, ISBN 978-3-8329-2457-7.
- Handwörterbuch zur Verwaltungsreform. VS Verlag, Wiesbaden 2006, ISBN 978-3-531-13756-8.
- Weltordnungspolitik. VS Verlag, Wiesbaden 2005, ISBN 3-531-14859-1.
- Krieg im Film. Lit Verlag, Wiesbaden 2005, ISBN 978-3-8258-8406-2.
- Europa nach dem Irakkrieg. Ende der transatlantischen Epoche? Nomos, Baden-Baden 2004, ISBN 978-3-8329-0940-6.
- Demaskierung der Macht. Niccolò Machiavellis Staats- und Politikverständnis. Nomos, Baden-Baden 2004, ISBN 978-3-8329-0708-2.
- Phönix aus der Asche. Die Geburt des Staates aus dem Geist der Politik. Nomos, Baden-Baden 2003, ISBN 978-3-8329-0061-8.
- Streitkräfte und Wehrverwaltung. Eine verfassungsrechtliche Analyse des Verhältnisses von Art. 87a zu Art. 87b GG. Nomos, Baden-Baden 2003, ISBN 978-3-8329-0144-8.
- Globalisierung des Rechts II: Internationale Organisationen und Regelungsbereiche. Nomos, Baden-Baden 2002, ISBN 978-3-7890-8079-1.
- Krieg – Instrument der Politik? Bewaffnete Konflikte im Übergang vom 20. zum 21. Jahrhundert. Nomos, Baden-Baden 2002, ISBN 978-3-7890-7790-6.
- Kolonialisierung des Rechts. Zur kolonialen Rechts- und Verwaltungsordnung. Nomos, Baden-Baden 2001, ISBN 978-3-7890-7347-2.
- Mythos Staat. Carls Schmitts Staatsverständnis. Nomos, Baden-Baden 2001, ISBN 3-7890-7061-0.
- Abschied vom Staat – Rückkehr zum Staat. IfS, Neubiberg 3. Aufl. 2000, ISBN 3-932031-10-5
- Der Leviathan. Nomos, Baden-Baden 2000, ISBN 978-3-7890-6757-0.
- Globalisierung des Rechts. Nomos, Baden-Baden 2000, ISBN 978-3-7890-6499-9.
- Recht – Spielball der Politik? Rechtspolitologie im Zeichen der Globalisierung. Nomos, Baden-Baden 4. Aufl. 2000, ISBN 978-3-7890-6951-2.
- Der neue Nationalstaat. Nomos, Baden-Baden 1998, ISBN 978-3-7890-5799-1.
- Kommunalfinanzen im Umbruch. Westdeutscher Verlag, Opladen 1998, ISBN 978-3-8100-1940-0.
- Evolution des Rechts. Nomos, Baden-Baden 1998, ISBN 978-3-7890-5517-1.
- Des Staates neue Kleider. Entwicklungslinien moderner Staatlichkeit. Nomos, Baden-Baden 1996, ISBN 978-3-7890-4380-2
- Kooperatives Recht. Nomos, Baden-Baden 1995, ISBN 978-3-7890-3889-1.
- Der kooperative Staat. Krisenbewältigung durch Verhandlung? Nomos, Baden-Baden 1995, ISBN 3-7890-3903-9.
- Gebietsreform in ländlichen Räumen. Eine Zwischenbilanz der kommunalen Gebiets- und Verwaltungsreform in den neuen Bundesländern. Kommunalverlag, Bornheim/Bonn 1994.
- Kommunalwissenschaftliche Analysen. Universitätsverlag Dr. N. Brockmeyer, Bochum 1994.
- Durchsetzung und Wirkung von Rechtsentscheidungen. Die Bedeutung der Implementations- und der Wirkungsforschung für die Rechtswissenschaft. Nomos, Baden-Baden 1990.
- Implementation von Gerichtsentscheidungen. Westdeutscher Verlag, Opladen 1987.
- Rechtspolitologie. Eine Einführung. Westdeutscher Verlag, Opladen 1985.
- Abschied vom Recht? Suhrkamp, Frankfurt am Main 1983.
- Gegentendenzen zur Verrechtlichung. Westdeutscher Verlag, Opladen 1983.
- Verrechtlichung. Analysen zu Funktion und Wirkung von Parlamentarisierung, Bürokratisierung und Justizialisierung sozialer, politischer und ökonomischer Prozesse. Athenäum Verlag, Königstein i. Ts. 1980.